# أوفتشاركا

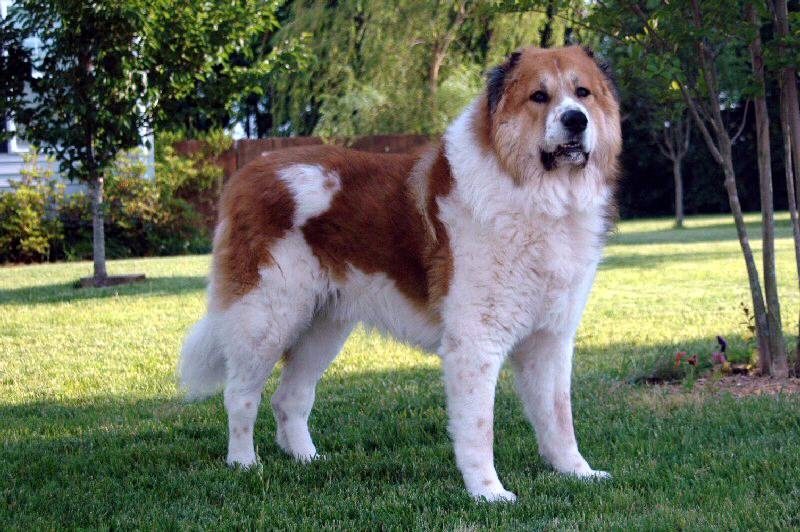

الأوفتشاركا أو كلب الرعي القوقازي أو كلب الجبال القوقازي (بالإنجليزية: Caucasian Shepherd Dog)‏ أو (بالإنجليزية: Ovcharka)‏ هو فصيل من الكلابِ منتشرة في عدد من الدول وأصله من روسيا ويتواجد أيضا في شمال القوقاز وجنوبها. مثل أرمينيا وتركيا وأذربيجان وجورجيا، وبلدان أخرى حيث يحتاج الرعاة لحمايةً شديدة لقطعانهم وملكياتهم. وذلك أن كلب الأوفتشاركا يمتاز بضخامته وقوته الهائلة وبالإضافة إلى ذلك فهو ذو نزعة هجومية شرسة ويمكن أن يقاتل حتى الموت إذا ما شعر بتهديد حقيقي لصاحبه أو الممتلكات التي يحرسها.

## أنواعه
ويوجد نوعان من كلب الأوفتشاركا، كلب الجبل وكلب السهول. فأما كلاب السهول فلها معطف أقصر وتظهر أطول حيث أن بنيتها أصغر. وأما كلاب الجبل فلها معطف أثقل وبنيتها أضخم وأكثر عضلية. ويتراوح وزن كلب الأوفتشاركا من 73 كيلوغرام إلى 104 كيلوغرام. كما يتراوح ارتفاعه (وهو على قوائمه الأربعة) بين 64 سنتيمتر و 78 سنتيمتر.

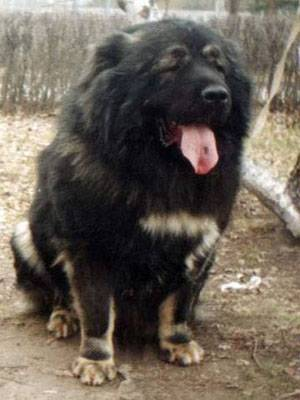
أوفتشاركا أسود

## خصائصه وطباعه

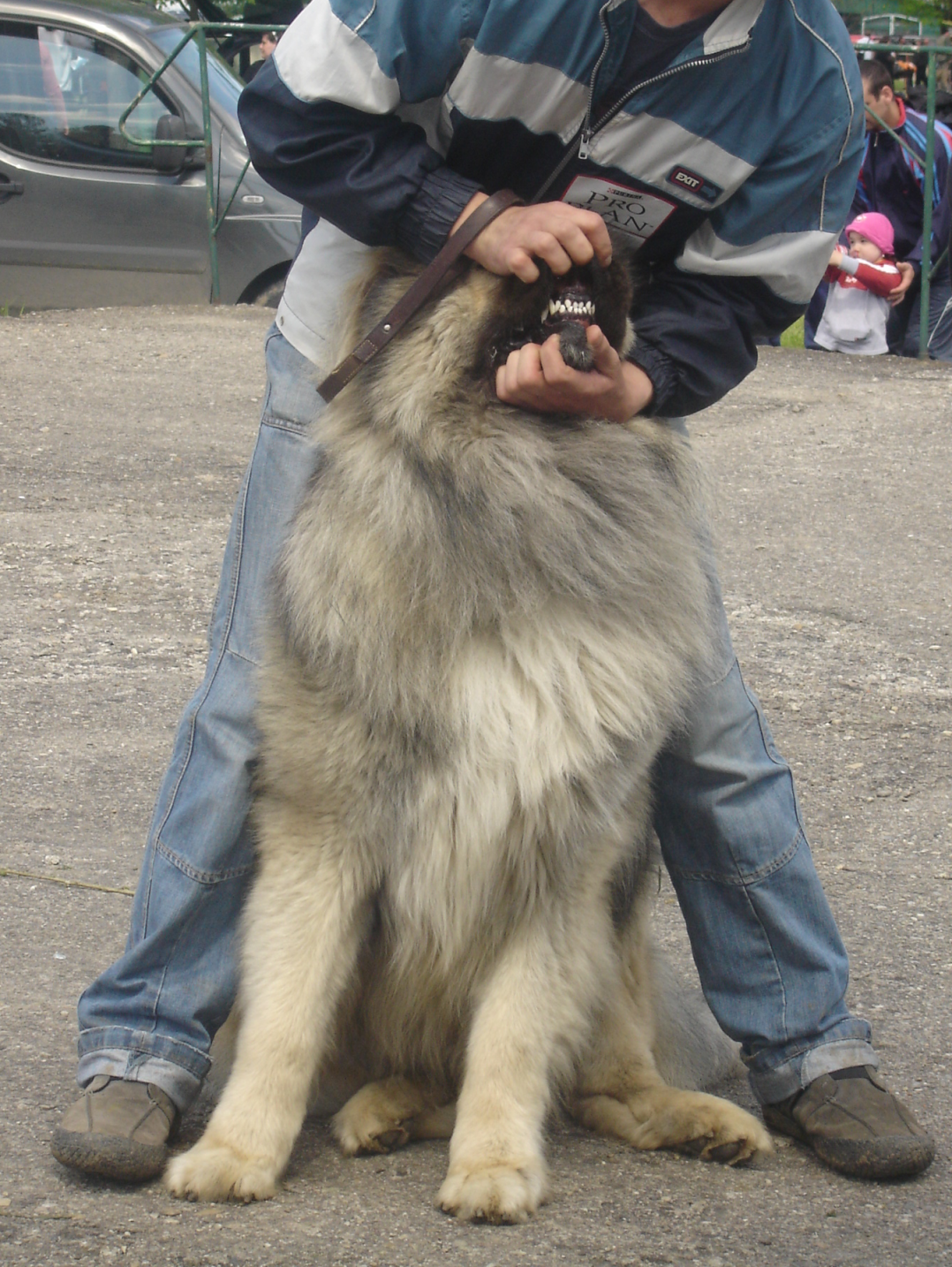
أوفتشاركا مع مدربه

يعتبر كلب الأوفتشاركا من الأنواع صعبة التربية لغير المتمرسين وذلك لحجمه الهائل وطبعه الشرس، ونتيجه لذلك فإنه عادة ما يحتاج إلى مدرب قوي وشديد الطباع فإن كلب الأوفتشاركا غالبا ما يميل إلى فرض سيطرته ولن يرضخ لمن يعتقد إنه أقل منه قدرة أو لا يملك المقدرة على السيطرة عليه، ومثال ذلك ان الأوفتشاركا جيد المعاملة مع الأطفال ولكنه لن يخضع للطفل ولن يعامله كأنه سيد له. ومن ناحية أخرى فإنه ومع أنه يكوّن علاقة وطيدة مع مالكه البالغ إلى أنه نادرا ما يخضع له تماما بل (وإن صح التعبير) تكون علاقته به علاقة شراكة ونديّة.
يعتبر كلب الأوفتشاركا من الكلاب الذكية بحق ويعتمد بشكل كبير على غرائزه وبالأخص القتالية، إلى درجة أنه أحيانا قد يتجاهل أوامر مالكه إذا ظن أن هذا من مصلحة سيّده. كما يمتاز الأوفتشاركا ببديهته وردّات فعله السريعة، بالإضافة إلى تفانيه في أداء مهامه وكل هذه الخصائص تجعل منه كلب حماية من الطراز الأول.
كما أن هذا الكلب العديد من الميزات مثل الأكل بسرعة كبيرة شم الغرباء وأنه يتميز بحب الدحرجة واللعب، ويجب على مالكه أن يأخذه في نزهة كل يوم تقريبا.